# TCG Gaziantep (1980)
TCG Gaziantep (F-490) – turecka fregata rakietowa typu Gabya, pierwsza jednostka z serii. Dawny USS „Clifton Sprague” (FFG-16). 

## Służba w US Navy

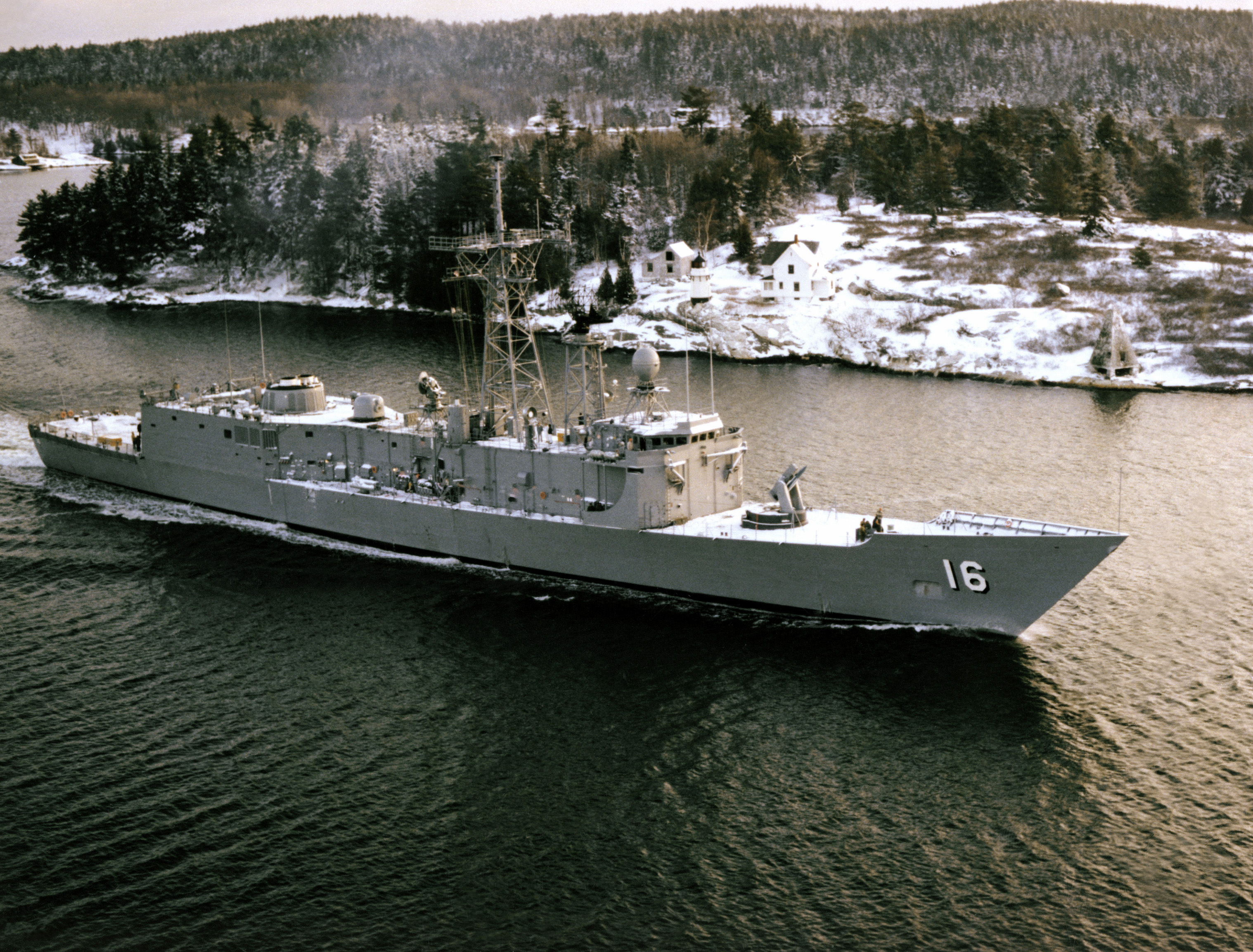
USS „Clifton Sprague” (FFG-16) w roku 1983.

Okręt zamówiono w stoczni Bath Iron Works 27 lutego 1976 roku jako jedna z fregat rakietowych typu Oliver Hazard Perry. Stępkę położono 30 lipca 1979, zaś wodowanie odbyło się 16 lutego 1980. Jednostkę wcielono do służby w US Navy 21 marca 1981 jako USS „Clifton Sprague” (FFG-16). Został wycofany ze służby 2 czerwca 1995 roku w bazie morskiej w Mayport na Florydzie. Okręt przekazano Tureckiej Marynarce Wojennej w 1997 roku.

## Służba w Tureckiej Marynarce Wojennej
Jednostka ta była pierwszą z trzech ex-amerykańskich jednostek, które przekazano Türk Deniz Kuvvetleri w sierpniu 1997 roku na zasadach programu EDA (Excess Defense Articles). Strona turecka musiała jedynie ponieść koszty związane z doprowadzeniem fregat do stanu użyteczności, zainstalowaniem uzbrojenia, przeszkoleniem załogi, dokumentacji technicznej, zapasu części zamiennych oraz amunicji. TCG Gaziantep, dawny USS Clifton Sprague (FFG-16), wcielony został do służby 28 lipca 1998 roku. 
Fregata przeszła program modernizacji, który obejmował doposażenie okrętu w turecki cyfrowy system zarządzania walką o nazwie GENESIS (Gemi Entegre Savaş İdare Sistemi). System został zaprojektowany i wdrożony wspólnie przez turecką marynarkę wojenną i HAVELSAN, turecką firmę produkującą sprzęt elektroniczny i oprogramowanie.